# Cubaanse ara
De Cubaanse ara (Ara tricolor) is een uitgestorven papegaai die voorkwam op Cuba en Isla de la Juventud. Het was een kleine soort Ara, die 45 tot 50 centimeter groot werd. 
Een paartje werd in gevangenschap gehouden in de koninklijke menagerie van Schloss Schönbrunn in Wenen vanaf 1760.

## Uitsterven
De Cubaanse ara was redelijk algemeen rond 1800. Gedurende het begin van de negentiende eeuw nam de menselijke bevolking sterk toe, wat leidde tot uitgebreide ontbossing. De vogel werd ook voor zijn vlees bejaagd en nesten werden geplunderd of verstoord om jonge vogels te verkrijgen die als huisdier werden gehouden. Tot in 1849 leek de soort in staat zich in ieder geval te handhaven op afgelegen plekken, maar uiteindelijk nam de populatie voorgoed af om zich nooit meer te herstellen. Van ten minste negentien exemplaren is het bestaan bekend, waarvan de laatste in 1864 is doodgeschoten bij La Vega in de nabijheid van het moeras van Ciénaga de Zapata, wat het laatste bolwerk van de soort lijkt te zijn geweest. Ongeverifieerde meldingen suggereren dat de soort hier tot 1885 overleefde.
In verschillende natuurwetenschappelijke collecties over de wereld, waaronder die in Berlijn en Dresden, bevinden zich nog balgen van deze vogels.